# 启莫里龙属
启莫里龙（属名：Kimmerosaurus，意为“启莫里的蜥蜴”）是浅隐龙科蛇颈龙已灭绝的一个属。启莫里龙与泰特泳龙最为近缘。

## 发现

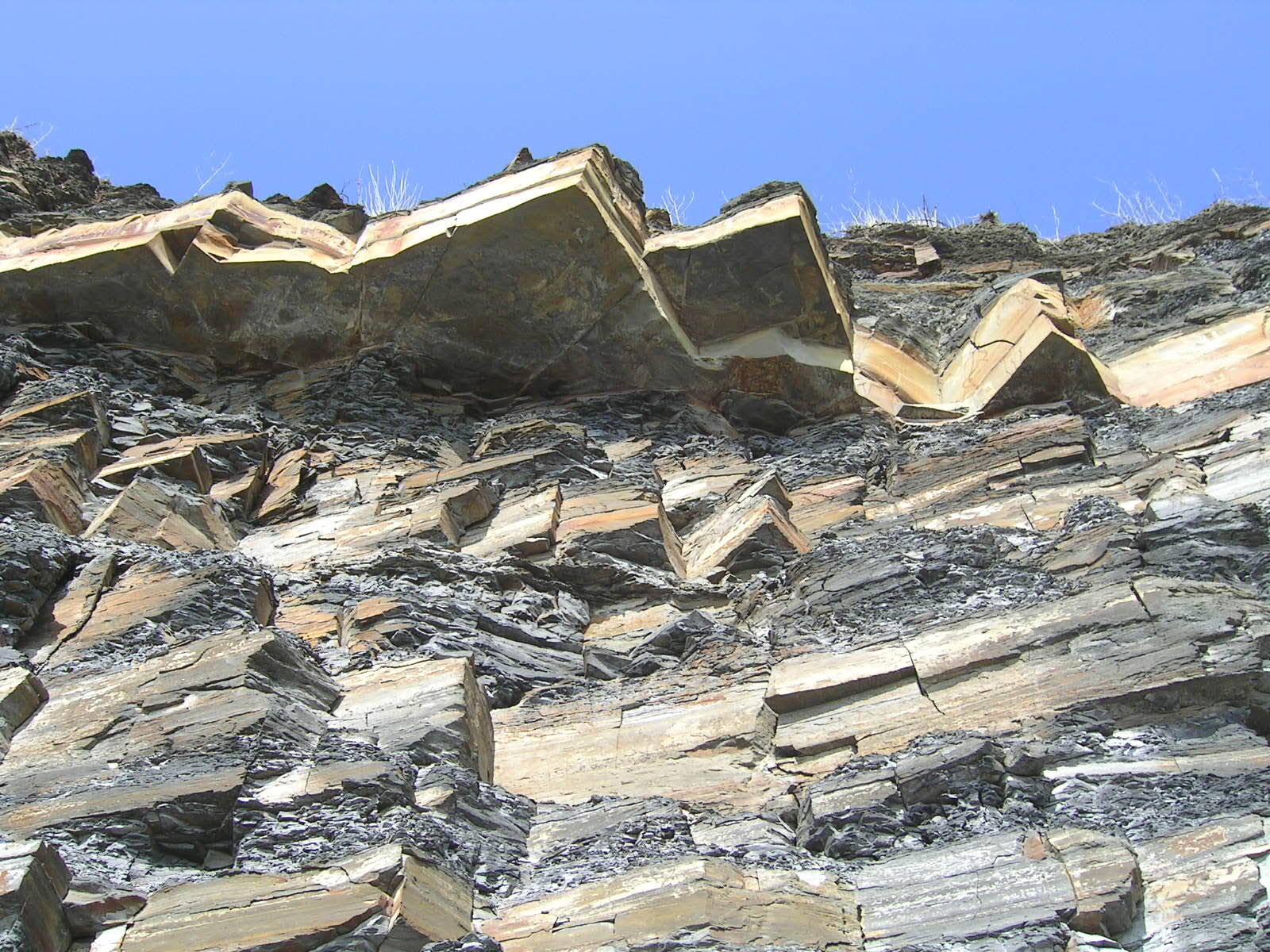
启莫里黏土组的悬崖，形成于侏罗纪期间，为首批启莫里龙化石的发现地。

启莫里龙仅有少量已知化石残骸。事实上，虽然寰椎及枢椎与蛇颈龙目的潜游龙相似，但并未发现任何证据表明启莫里龙在颈椎以下可能长什么样子。正是由于缺乏任何颅后化石，以及骨骼的相似性，人们相信启莫里龙化石可能就是潜游龙缺失的头部，后者是种与之相似但未有已知颅骨化石的蛇颈龙。
属名前半部分取自发现首个启莫里龙化石的英国多塞特郡的启莫里黏土组沉积物（该地层也是侏罗纪启莫里阶的词根）。第二部分取自希腊语单词，意为“蜥蜴”。

## 描述
由于启莫里龙仅发现一个颅骨（还有少量颈椎，对这种蛇颈龙的大部分描述皆来自其牙齿，这些牙齿下弯且自颊向舌地扁平。前颌骨仅有8颗牙齿，每个下颌支上均有32颗牙齿。启莫里龙顶骨未形成矢状嵴。启莫里龙颅骨总体上类似浅隐龙但要宽得多。

## 古生态学
启莫里龙化石发现于英国多塞特郡启莫里镇附近的启莫里黏土组。这种动物可能分布于今侏罗纪海岸的大部分区域，该海岸为英国南部的一处世界遗产。